# Daniel Szpigler
Daniel Szpigler, född 1977 i Stockholm, utbildad teaterproducent vid Dramatiska Institutet, examen 2008. Har under de senaste 10 åren arbetat som både skådespelare, regissör, regiassistent och producent. 2000 producerade han skandinavienpremiären av pjäsen Corpus Christi som gick för utsålda hus i Göteborg. Pjäsen producerades med den nystartade gayteatergruppen, FishBag Produktion.
Utöver detta har Szpigler arbetat vid Teater Overground, Stockholms Kulturfestival, Parkteatern och Riksteater Tyst Teater.
Szpigler har även producerat Europapremiären av musikalen The Wedding Singer, på Värmlandsoperan i Karlstad, hösten 2007, som sålde 20 000 biljetter.
Daniel har sedan dess arbetar som scenkonsproducent vid Dramaten&, Cirkus Cirkör, moment: teater, Riksteatern och Kulturhuset Spira, Smålands Musik & Teater i Jönköping där han producerade bland annat musikalerna Les Miserables och Skandinavienpremiären On The Town.
Sen 2020 är Daniel tillsammans med Nicklas Wikblad.